# Nikita Morgunov
Nikita Morgunov, en ruso: Никита Леонидович Моргунов, (nació el 29 de junio de 1975 en Novokuznetsk, Rusia) es un exjugador de baloncesto profesional ruso que jugaba en la posición de pívot. 

## Clubes
- 1995-1997 CSKA Moscú
- 1997-1999 Atletas Kaunas
- 1999-2000  CSKA Moscú
- 2000-2002 Avtodor Saratov
- 2003-2004 MBC Dinamo Moscú
- 2003-2004 Makedonikos
- 2004-2007 Dinamo Mosca Oblast
- 2007-2008 BC Triumph Lyubertsy
- 2008-2009 Lokomotiv Rostov
- 2009-2010 Lokomotiv Kuban
- 2010-2011 Universitet-Jugra
- 2012-2013 MBC Dinamo Moscú
- 2013-2014 Spartak Primorje
- 2014-2015 MBC Dinamo Moscú
- 2014-2015 MBC Dinamo Moscú